# Stern von Rumänien
Der Orden Stern von Rumänien (rumänisch Steaua României) wurde am 22. Mai 1877 durch Fürst Carol I. von Rumänien zur Belohnung von Zivil- und Militärverdiensten gestiftet. Am 29. April 1880 erfolgte eine Änderung des Artikels 4 der Stiftungsstatuten, der zukünftig die Anzahl der Mitglieder der einzelnen Klassen beschränkte. Seit 1998 ist der Orden, mit etwas verändertem Aussehen, die höchste Auszeichnung der heutigen Republik Rumänien.

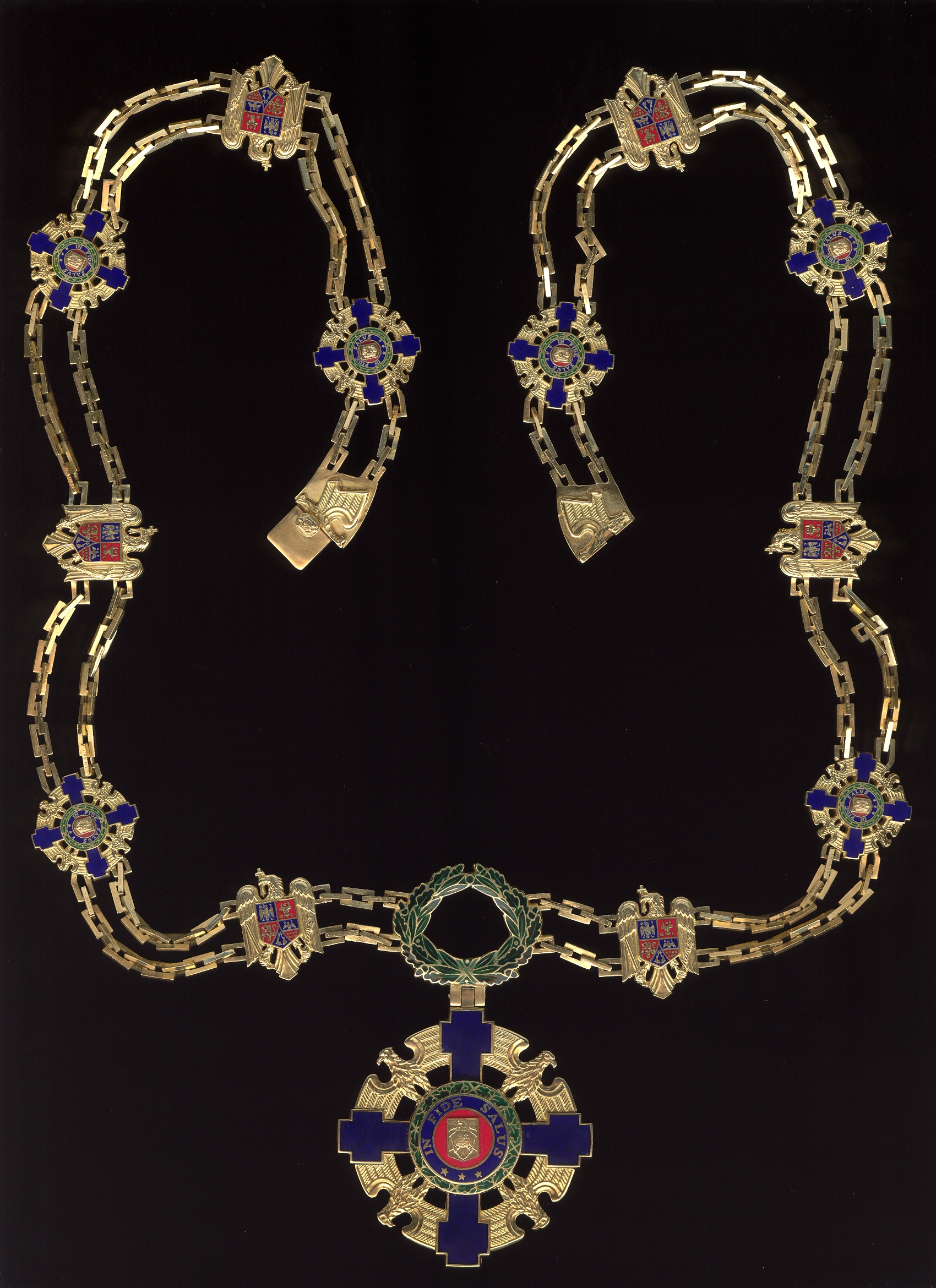
Collane, 3. Modell

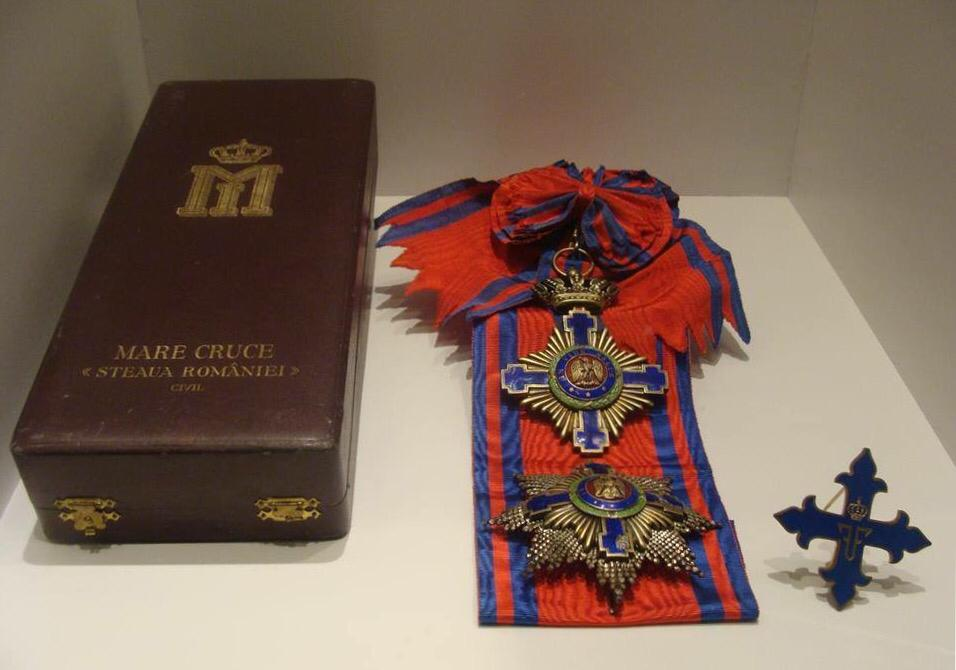
Großkreuz

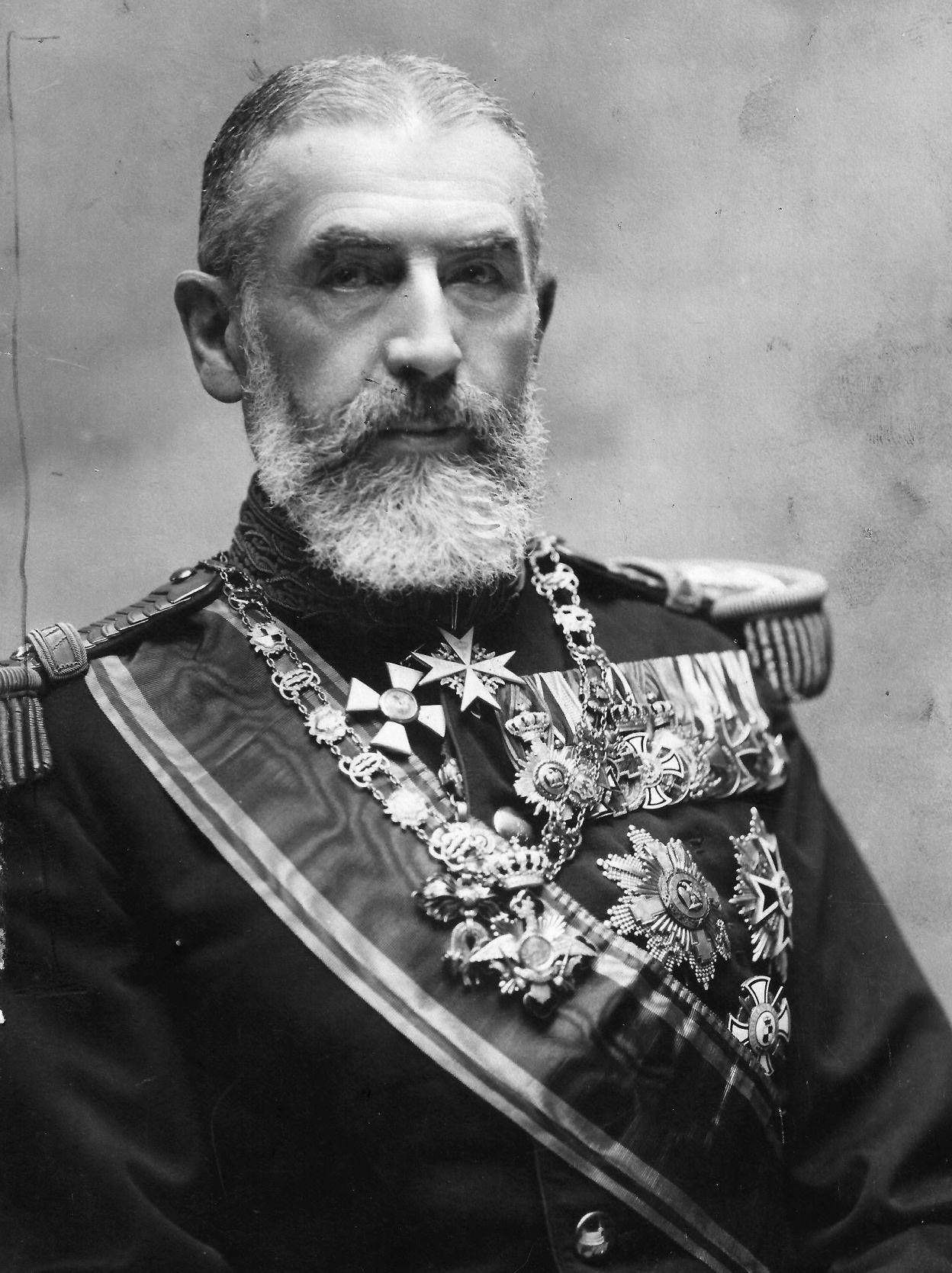
Karl I. von Rumänien mit dem Großstern vom Stern von Rumänien

## Ordensklassen
Der Orden hatte zunächst fünf, später sechs Klassen und die Anzahl der Inhaber der einzelnen Stufen war begrenzt. Um in den Orden aufgenommen zu werden, musste man gemäß ursprünglicher Statuten 18 Jahre lang mit Auszeichnung dem Staat oder dem Militär gedient haben.

### Ordensklassen mit Verleihungszahlen

#### 1877
Zunächst galten folgende Zahlen für die maximale Anzahl an Inhabern rumänischer Staatsangehörigkeit (ausländische Träger nicht eingerechnet):
- Großkreuz (20)
- Großoffizier (60)
- Kommandeur (120)
- Offizier (300)
- Ritter (500)

#### 1938 (zivil)
Im Februar 1938 wurden die maximale Anzahl der gleichzeitigen rumänischen Träger der zivilen Variante erhöht:
- Großkreuz 45
- Erste Klasse 75
- Großoffizier 100
- Kommandeur 300
- Offizier 750
- Ritter 1500

#### 1938 (militärisch)
Im Februar 1938 wurden die maximale Anzahl der gleichzeitigen rumänischen Träger der Variante für Militärangehörige wie folgt festgelegt:
- Großkreuz 15
- Erste Klasse 25
- Großoffizier 40
- Kommandeur 125
- Offizier 250
- Ritter 500

#### 1990er Jahre
Ende der 1990er Jahre wurde der Orden, nach seiner zeitweisen Abschaffung seit 1948, in seiner zivilen und militärischen Variante mittels Gesetz Nr. 29/2000 (1997) und abgewandelt mittels Gesetz Nr. 77/1999 (1999) wieder eingeführt. Maximale Anzahlen an rumänischen oder ausländischen Bürgern wurden hierbei nicht festgelegt.

##### Zivil / Militärisch (Frieden)
- Collane
- Großkreuz
- Großoffizier
- Kommandeur
- Offizier
- Ritter

##### Militärisch (Krieg)
- Großkreuz
- Großoffizier
- Kommandeur
- Offizier
- Ritter

## Ordensdekoration
Das Ordenszeichen besteht aus einem blau emaillierten, goldgeränderten Kreuz, in dessen Winkeln goldene Strahlen erscheinen. Es hängt an einer goldenen Krone. In der Mitte des Kreuzes liegt ein von einem grünen Eichenkranz umgebenes Medaillon, dessen Vorderseite einen goldenen Adler auf rot emailliertem Grund trägt, der von einem blauen Emaillereif umschlossen ist, auf dem in goldenen Buchstaben die Devise IN FIDE SALUS (In Treue Heil) steht. Auf der Rückseite trägt das Medaillon den Namenszug des Stifters C. I. (Carol I.). Für militärische Verdienste wurden gekreuzte Schwerter durch die Mitte oder zwischen Kreuz und Krone eingefügt.